# Antennacanthopodia gracilis
L'antennacantopodia (Antennacanthopodia gracilis) è un animale estinto, appartenente ai lobopodi. Visse nel Cambriano inferiore (circa 520 milioni di anni fa) e i suoi resti fossili sono stati ritrovati in Cina.

## Descrizione
Questo piccolo animale, lungo pochi centimetri, possedeva un corpo allungato e vermiforme sostenuto da corte e robuste zampe. Queste zampe erano dotate di anelli di piccole spine e terminavano in strutture a forma di disco. La testa era distinta dal corpo e dotata di due paia di appendici forti e allungate. È probabile che fossero presenti due occhi laterali, situati vicino alle appendici frontali. Il corpo, segmentato e ricoperto da una cuticola leggermente sclerotizzata, era sostanzialmente privo di parti mineralizzate, ma vi erano alcune spine minuscole disposte in file trasversali nelle zone del corpo senza zampe. Sembra che vi fossero due appendici sottili e molto allungate, attaccate alla parte posteriore del corpo. In generale, Antennacanthopodia si differenziava dagli altri lobopodi del Cambriano ed era più simile agli onicofori, loro possibili discendenti.

## Classificazione
Antennacanthopodia gracilis venne descritto per la prima volta nel 2011, sulla base di alcuni fossili ritrovati nello Yunnan, in Cina; Antennacanthopodia fa parte della ben nota fauna di Chengjiang. 
Questo animale era senza dubbio un rappresentante dei lobopodi, un gruppo di organismi comprendenti numerose forme del Cambriano dotate di appendici annulate con funzione di zampe, probabilmente vicini all'origine degli attuali onicofori. In particolare, la morfologia di Antennacanthopodia richiama molto quella degli onicofori successivi, e potrebbe rappresentare uno stadio evolutivo fondamentale per capire l'origine degli onicofori attuali.

## Paleobiologia
Antennacanthopodia era un organismo marino, che viveva sul fondale e probabilmente si cibava di minuscole particelle di cibo, che portava alla bocca grazie alle lunghe appendici frontali.